# Chu (907-951)
Pour les articles homonymes, voir Chu.
907–951
Entités précédentes :
- Dynastie Tang

Entités suivantes :
- Tang du Sud

Le Chǔ (楚), ou Ma Chu (马楚) ou encore Chu du Sud (南楚), pour le distinguer des autres États de l'histoire de la Chine qui ont porté ce nom, est un royaume du sud de la Chine de la Période des Cinq Dynasties et des Dix Royaumes, qui a existé entre 907 et 951.

## Histoire

### Fondation
En 896, Ma Yin(馬殷) est nommé Jiedushi (gouverneur militaire) du circuit de Wu'an par la Cour Impériale des Tang, après qu'il a victorieusement combattu un rebelle nommé Yang Xingmi (en). Il passe les années suivantes à pacifier cette région, car lorsqu'il prend son poste cinq des sept Zhou qui composent ce circuit sont contrôlés, de facto, par des bandes de paysans révoltés. En 899, tous les rebelles sont enfin matés. En 890, il prend le contrôle des cinq Zhou du circuit de Jingjiang (靜江), son voisin direct, après avoir vaincu Liu Shizheng (劉士政), le jiedushi de ce circuit, qui avait une attitude hostile envers Yin.
En 907, lors de la chute de la dynastie Tang, Yin s'auto-proclame Wang (王) de Chu. Ce titre lui est confirmé par Taizu, le premier empereur des Liang postérieurs, la dynastie qui a renversé les Tang et dont il se reconnaît le vassal. En 923, Li Cunxu s'empare de la capitale des Liang et renverse la dynastie, puis fonde celle des Tang postérieurs. Ma Yin se reconnaît immédiatement comme étant le vassal du nouvel homme fort de la Chine du Nord et Cunxu répond en lui confirmant à nouveau son titre de Wang de Chu. En 927, Li Siyuan, le successeur de Cunxu donne à Yin le titre de Guowang de Chu, qu'Yin va porter jusqu'à la fin de ses jours. Dès lors, ce dernier n'est plus un prince, mais un roi. Ultime hommage, lorsque le fondateur du Chu meurt en 930, Siyuan l’élève à titre posthume au rang de Roi Wumu de Chu.

### Successeurs de Ma Yin et chute du Chu
Après la mort de Ma Yin, c'est son fils Ma Xisheng (en) (馬希聲), le prince de Hengyang (衡陽王), qui monte sur le trône. Son bref règne, à peine deux ans, ne marque les esprits que par l'attitude étrange du nouveau roi, qui attend un an avant d'enterrer son père et se met à consommer de grandes quantités de poulet, juste parce qu'il a entendu dire que c'est le plat favori de l'empereur Taizu. Il meurt le 15 août 932 et ce sont ses généraux qui choisissent le nouveau roi en portant son frère Ma Xifan (en)(馬希範) au pouvoir. Durant le règne du troisième roi, la dynastie des Tang postérieurs est renversée en 936 par celle des Jin postérieurs. Comme son père avant lui, Xifan suit ces bouleversements politiques en devenant l'homme-lige de la nouvelle dynastie qui domine le nord, ce qui lui permet de résister aux attaques des autres royaumes du Sud et en particulier des Han du sud.
947 est un moment clef pour l'avenir du royaume, car la même année, les Jin postérieurs sont renversés par la nouvelle dynastie des Han postérieurs, après avoir été vaincus par les troupes de la dynastie Liao, et Ma Xifan meurt, laissant le royaume sans protecteur et sans dirigeant. Au fil des années, Xifan avait mis toute sa confiance et tous ses espoirs en son frère cadet, Ma Xiguang (en)(馬希廣) , qu'il avait couvert d'honneurs et de charges militaires. Lorsqu'il meurt brusquement en 947, la plupart des membres de l'entourage du défunt veulent voir Ma Xiguang accéder au pouvoir. Le problème, c'est qu'une autre faction, dirigée par Tuoba Heng et Zhang Shaodi, supporte la candidature de Ma Xi'e (en) (馬希萼), un autre frère du défunt, plus âgé que Xiguang. Malgré cette opposition, c'est Ma Xiguang qui monte sur le trône, ce qui provoque rapidement le début d'une guerre civile entre les deux frères. Ce conflit fratricide va rapidement devenir la première étape de la chute du Chu.
Un des premiers gestes de Liu Zhiyuan, le fondateur des Han postérieurs, est d'offrir de nouveaux titres à Ma Xinguang, ce qui équivaut à le reconnaître comme le roi légitime du Chu. Xinguang accepte ces titres, ce qui équivaut à se reconnaître vassal des nouveaux maîtres du nord de la Chine. Cette reconnaissance ne calme en rien les ambitions de Xi'e, qui envoie une pétition à la Cour des Han pour demander le droit de verser un tribut à part à l'empereur, au nom des territoires dont il a la charge. Accepter une telle chose reviendrait, pour les Han, à valider un partage du royaume entre les deux frères. Xinguang bloque la demande, ce qui frustre son frère. Pendant ce temps, les Tang du Sud, le puissant et ambitieux voisin septentrional du Chu, profite de l'état de faiblesse et de division du royaume pour l'attaquer et s'emparer de deux Zhou. En 949, le conflit larvé dégénère en conflit armé, qui dure jusqu'en janvier 951, date de la victoire finale de Xi'e, qui s'empare de la ville de Changsha et vainc son frère, avant de l'obliger à se suicider.
Le temps que Ma Xi'e arrive au pouvoir, la dynastie des Han postérieurs a déjà disparu, son ancien territoire étant partagé entre les Zhou postérieurs et les Han du Nord. Le nouveau Roi du Chu décide d'abandonner la politique traditionnelle de soumission aux dynasties du Nord et se reconnaît vassal des puissants Tang du Sud. Très vite, Xi'e commence à se comporter en tyran et se met à dos la population et les élites du royaume. Voyant là une chance d'annexer leur nouveau vassal, les Tang du Sud commencent à masser des troupes à leur frontière avec le Chu. Dans le même temps, Liu Yan, le préfet de Chen, préfère faire allégeance aux Zhou postérieurs, ce qui revient à faire sécession. Ma Xi'e tente de réagir, mais une mutinerie éclate au sein de l'armée, qui l'oblige à quitter le pouvoir en octobre 951. C'est Ma Xichong (en)(馬希崇), un autre de ses frères, qui prend le pouvoir. Le règne du nouveau roi est encore plus bref que celui de son prédécesseur. En effet, a peine est-il monté sur le trône, que Liu Yan attaque le Chu pour mettre à bas celui qu'il qualifie de traître, pendant que Liao Yan, le responsable de la garnison de Hengshan se révolte pour remettre Xi'e au pouvoir. Pendant ce temps, Xichong se révèle encore plus arrogant et incompétent que son frère et réussit à se mettre le peuple à dos encore plus vite que X'ie. Craignant pour sa vie, il envoie une demande d'aide à la cour des Tang du Sud, demande qui arrive... juste après celle que Liao Yan a déjà envoyée ! Pour les Tang, c'est le signal que la situation est mûre et les troupes qui arrivent à Changsha le 16 novembre 951 sont là pour annexer le royaume et non l'aider. Le 17, les Tang du Sud prennent officiellement le pouvoir sans coup férir, c'est la fin du Chu.
La famille régnante est transférée à Jinling, la capitale des Tang du Sud. Cependant, dès l'année suivante, des généraux Chu se révoltent contre leurs nouveaux maîtres et expulsèrent les troupes des Tang du Chu. Durant les années suivantes, l'ancien territoire du royaume est gouverné par plusieurs de ces généraux, qui se succèdent au pourvoir jusqu'en 963, date de l'annexion définitive du royaume par la Dynastie Song. Pendant ces années d'indépendance de fait post-Chu, la capitale se situe la plupart du temps dans le Zhou de Lang (朗州).

## Territoire
Durant toute cette période, la capitale du royaume du Chu est la ville de Changsha. Dans sa plus grande extension, le territoire du royaume recouvre l'actuelle province chinoise du Hunan et le nord-est de celle du Guangxi.

## Économie
Durant la première partie de son existence, le Chu est un royaume paisible et prospère. Il exporte principalement des chevaux, de la soie et du thé. En guise de monnaie, les habitants du Chu utilisent des pièces de monnaie en fer et des rouleaux de soie, ces derniers étant la seule monnaie d'échange acceptée par les marchands venant de l'extérieur du royaume. La fiscalité est faible pour la paysannerie et les marchands.

## Souverains
| Noms de temple (Miao Hao 廟號) | Noms posthumes (Shi Hao 諡號)                                           | Noms personnels             | Dates des règnes | Noms d’ères (Nian Hao 年號) |
| ------------------------------ | ----------------------------------------------------------------------- | --------------------------- | ---------------- | --------------------------- |
| Aucun                          | Wǔmù Wáng 武穆王                                                        | Mǎ Yīn (馬殷)               | 907–930          | Aucune ère proclamée        |
| Aucun                          | Aucun, connu sous le nom de Prince de Hengyang (衡陽王, Héngyáng Wáng)) | Mǎ Xīshēng (en) (馬希聲)    | 930–932          | Aucune ère proclamée        |
| Aucun                          | Wénzhāo Wáng 文昭王                                                     | Mǎ Xīfàn (en) (馬希範)      | 932–947          | Aucune ère proclamée        |
| Aucun                          | Aucun, connu sous le nom de Prince Déposé (廢王, Fèi Wáng))             | Mǎ Xīguǎng (en) (馬希廣)    | 947–951          | Aucune ère proclamée        |
| Aucun                          | Gōngxìao Wáng 恭孝王                                                    | Mǎ Xī'è (en) (馬希萼)       | 951              | Aucune ère proclamée        |
| Aucun                          | Aucun                                                                   | Mǎ Xīchóng (en) (馬希崇)    | 951              | Aucune ère proclamée        |
| Aucun                          | Aucun                                                                   | Líu Yán (zh) (劉言)         | 951–953          | Aucune ère proclamée        |
| Aucun                          | Aucun                                                                   | Wáng Kúi (zh) (王逵)        | 953–956          | Aucune ère proclamée        |
| Aucun                          | Aucun                                                                   | Zhōu Xíngféng (zh) (周行逢) | 956–962          | Aucune ère proclamée        |
| Aucun                          | Aucun                                                                   | Zhōu Bǎoquán (zh) (周保權)  | 962–963          | Aucune ère proclamée        |

## Arbre généalogique des dirigeants du Chu
|                    |                  |                  |                  |                  |                  |  |  |                                     |                                     |                                     |                                     |                                     |                                     |  |  |                                                  |                                                  |                                                  |                                                  |                                                  |                                                  |  |  |                                 |                                 |                                 |                                 | Ma Yin 馬殷 ( 853 - 930) Wumu 楚武穆王 r.907-930 |                                 |  |  |                           |                           |                           |                           |                           |                           |  |  |                          |                          |                          |                          |                          |                          |  |  |                                   |                                   |                                   |                                   |                                   |                                   |  |  |                                   |                                   |                                   |                                   |                                   |                                   |  |  |  |  |  |  |  |  |  |  |  |  |  |  |  |  |  |  |  |  |  |  |  |  |  |  |  |  |  |  |  |  |  |  |  |  |  |  |  |  |  |  |  |  |  |  |  |  |
|                    |                  |                  |                  |                  |                  |  |  |                                     |                                     |                                     |                                     |                                     |                                     |  |  |                                                  |                                                  |                                                  |                                                  |                                                  |                                                  |  |  |                                 |                                 |                                 |                                 |                                                  |                                 |  |  |                           |                           |                           |                           |                           |                           |  |  |                          |                          |                          |                          |                          |                          |  |  |                                   |                                   |                                   |                                   |                                   |                                   |  |  |                                   |                                   |                                   |                                   |                                   |                                   |  |  |  |  |  |  |  |  |  |  |  |  |  |  |  |  |  |  |  |  |  |  |  |  |  |  |  |  |  |  |  |  |  |  |  |  |  |  |  |  |  |  |  |  |  |  |  |  |
|                    |                  |                  |                  |                  |                  |  |  |                                     |                                     |                                     |                                     |                                     |                                     |  |  |                                                  |                                                  |                                                  |                                                  |                                                  |                                                  |  |  |                                 |                                 |                                 |                                 |                                                  |                                 |  |  |                           |                           |                           |                           |                           |                           |  |  |                          |                          |                          |                          |                          |                          |  |  |                                   |                                   |                                   |                                   |                                   |                                   |  |  |                                   |                                   |                                   |                                   |                                   |                                   |  |  |  |  |  |  |  |  |  |  |  |  |  |  |  |  |  |  |  |  |  |  |  |  |  |  |  |  |  |  |  |  |  |  |  |  |  |  |  |  |  |  |  |  |  |  |  |  |
| Ma Xizhen 馬希振   | Ma Xizhen 馬希振 | Ma Xizhen 馬希振 | Ma Xizhen 馬希振 | Ma Xizhen 馬希振 | Ma Xizhen 馬希振 |  |  | Ma Xisheng 馬希聲 899-932 r.930-932 | Ma Xisheng 馬希聲 899-932 r.930-932 | Ma Xisheng 馬希聲 899-932 r.930-932 | Ma Xisheng 馬希聲 899-932 r.930-932 | Ma Xisheng 馬希聲 899-932 r.930-932 | Ma Xisheng 馬希聲 899-932 r.930-932 |  |  | Ma Xifan 馬希範 (899-947) Wénzhāo 文昭 r.932-947 | Ma Xifan 馬希範 (899-947) Wénzhāo 文昭 r.932-947 | Ma Xifan 馬希範 (899-947) Wénzhāo 文昭 r.932-947 | Ma Xifan 馬希範 (899-947) Wénzhāo 文昭 r.932-947 | Ma Xifan 馬希範 (899-947) Wénzhāo 文昭 r.932-947 | Ma Xifan 馬希範 (899-947) Wénzhāo 文昭 r.932-947 |  |  | Ma Xiwang 馬希旺 ??? - vers 933 | Ma Xiwang 馬希旺 ??? - vers 933 | Ma Xiwang 馬希旺 ??? - vers 933 | Ma Xiwang 馬希旺 ??? - vers 933 | Ma Xiwang 馬希旺 ??? - vers 933                  | Ma Xiwang 馬希旺 ??? - vers 933 |  |  | Ma Xigao 馬希杲 ??? - 945 | Ma Xigao 馬希杲 ??? - 945 | Ma Xigao 馬希杲 ??? - 945 | Ma Xigao 馬希杲 ??? - 945 | Ma Xigao 馬希杲 ??? - 945 | Ma Xigao 馬希杲 ??? - 945 |  |  | Mǎ Xī'è 馬希萼 r.950-951 | Mǎ Xī'è 馬希萼 r.950-951 | Mǎ Xī'è 馬希萼 r.950-951 | Mǎ Xī'è 馬希萼 r.950-951 | Mǎ Xī'è 馬希萼 r.950-951 | Mǎ Xī'è 馬希萼 r.950-951 |  |  | Mǎ Xīchóng 馬希崇 b.912 r.950-951 | Mǎ Xīchóng 馬希崇 b.912 r.950-951 | Mǎ Xīchóng 馬希崇 b.912 r.950-951 | Mǎ Xīchóng 馬希崇 b.912 r.950-951 | Mǎ Xīchóng 馬希崇 b.912 r.950-951 | Mǎ Xīchóng 馬希崇 b.912 r.950-951 |  |  | Mǎ Xīguǎng 馬希廣 d.950 r.947-950 | Mǎ Xīguǎng 馬希廣 d.950 r.947-950 | Mǎ Xīguǎng 馬希廣 d.950 r.947-950 | Mǎ Xīguǎng 馬希廣 d.950 r.947-950 | Mǎ Xīguǎng 馬希廣 d.950 r.947-950 | Mǎ Xīguǎng 馬希廣 d.950 r.947-950 |  |  |  |  |  |  |  |  |  |  |  |  |  |  |  |  |  |  |  |  |  |  |  |  |  |  |  |  |  |  |  |  |  |  |  |  |  |  |  |  |  |  |  |  |  |  |  |  |
| Ma Xizhen 馬希振   | Ma Xizhen 馬希振 | Ma Xizhen 馬希振 | Ma Xizhen 馬希振 | Ma Xizhen 馬希振 | Ma Xizhen 馬希振 |  |  | Ma Xisheng 馬希聲 899-932 r.930-932 | Ma Xisheng 馬希聲 899-932 r.930-932 | Ma Xisheng 馬希聲 899-932 r.930-932 | Ma Xisheng 馬希聲 899-932 r.930-932 | Ma Xisheng 馬希聲 899-932 r.930-932 | Ma Xisheng 馬希聲 899-932 r.930-932 |  |  | Ma Xifan 馬希範 (899-947) Wénzhāo 文昭 r.932-947 | Ma Xifan 馬希範 (899-947) Wénzhāo 文昭 r.932-947 | Ma Xifan 馬希範 (899-947) Wénzhāo 文昭 r.932-947 | Ma Xifan 馬希範 (899-947) Wénzhāo 文昭 r.932-947 | Ma Xifan 馬希範 (899-947) Wénzhāo 文昭 r.932-947 | Ma Xifan 馬希範 (899-947) Wénzhāo 文昭 r.932-947 |  |  | Ma Xiwang 馬希旺 ??? - vers 933 | Ma Xiwang 馬希旺 ??? - vers 933 | Ma Xiwang 馬希旺 ??? - vers 933 | Ma Xiwang 馬希旺 ??? - vers 933 | Ma Xiwang 馬希旺 ??? - vers 933                  | Ma Xiwang 馬希旺 ??? - vers 933 |  |  | Ma Xigao 馬希杲 ??? - 945 | Ma Xigao 馬希杲 ??? - 945 | Ma Xigao 馬希杲 ??? - 945 | Ma Xigao 馬希杲 ??? - 945 | Ma Xigao 馬希杲 ??? - 945 | Ma Xigao 馬希杲 ??? - 945 |  |  | Mǎ Xī'è 馬希萼 r.950-951 | Mǎ Xī'è 馬希萼 r.950-951 | Mǎ Xī'è 馬希萼 r.950-951 | Mǎ Xī'è 馬希萼 r.950-951 | Mǎ Xī'è 馬希萼 r.950-951 | Mǎ Xī'è 馬希萼 r.950-951 |  |  | Mǎ Xīchóng 馬希崇 b.912 r.950-951 | Mǎ Xīchóng 馬希崇 b.912 r.950-951 | Mǎ Xīchóng 馬希崇 b.912 r.950-951 | Mǎ Xīchóng 馬希崇 b.912 r.950-951 | Mǎ Xīchóng 馬希崇 b.912 r.950-951 | Mǎ Xīchóng 馬希崇 b.912 r.950-951 |  |  | Mǎ Xīguǎng 馬希廣 d.950 r.947-950 | Mǎ Xīguǎng 馬希廣 d.950 r.947-950 | Mǎ Xīguǎng 馬希廣 d.950 r.947-950 | Mǎ Xīguǎng 馬希廣 d.950 r.947-950 | Mǎ Xīguǎng 馬希廣 d.950 r.947-950 | Mǎ Xīguǎng 馬希廣 d.950 r.947-950 |  |  |  |  |  |  |  |  |  |  |  |  |  |  |  |  |  |  |  |  |  |  |  |  |  |  |  |  |  |  |  |  |  |  |  |  |  |  |  |  |  |  |  |  |  |  |  |  |
| Mǎ Guānghuì 馬光惠 |                  |                  |                  |                  |                  |  |  |                                     |                                     |                                     |                                     |                                     |                                     |  |  |                                                  |                                                  |                                                  |                                                  |                                                  |                                                  |  |  |                                 |                                 |                                 |                                 |                                                  |                                 |  |  |                           |                           |                           |                           |                           |                           |  |  |                          |                          |                          |                          |                          |                          |  |  |                                   |                                   |                                   |                                   |                                   |                                   |  |  |                                   |                                   |                                   |                                   |                                   |                                   |  |  |  |  |  |  |  |  |  |  |  |  |  |  |  |  |  |  |  |  |  |  |  |  |  |  |  |  |  |  |  |  |  |  |  |  |  |  |  |  |  |  |  |  |  |  |  |  |
|                    |                  |                  |                  |                  |                  |  |  |                                     |                                     |                                     |                                     |                                     |                                     |  |  |                                                  |                                                  |                                                  |                                                  |                                                  |                                                  |  |  |                                 |                                 |                                 |                                 |                                                  |                                 |  |  |                           |                           |                           |                           |                           |                           |  |  |                          |                          |                          |                          |                          |                          |  |  |                                   |                                   |                                   |                                   |                                   |                                   |  |  |                                   |                                   |                                   |                                   |                                   |                                   |  |  |  |  |  |  |  |  |  |  |  |  |  |  |  |  |  |  |  |  |  |  |  |  |  |  |  |  |  |  |  |  |  |  |  |  |  |  |  |  |  |  |  |  |  |  |  |  |

## Voir également
- Période des Cinq Dynasties et des Dix Royaumes